# Statheriano
Lo Statheriano (dal Greco Statheros, "stabile, fermo") è il quarto e ultimo periodo dell'Era Paleoproterozoica, e si estende da 1,8 a 1,6 miliardi di anni fa.
Anziché essere basate sulla stratigrafia, queste date sono definite cronologicamente.

## Caratteristiche
Questo periodo è caratterizzato dalla formazione in molti continenti, di nuove placche continentali o della cratonizzazione finale (supercontinenti).
Il supercontinente Columbia si formò all'inizio di questo periodo (~1,8 miliardi di anni fa).

## Contenuto fossilifero
A questo periodo risale la datazione più antica di talune rocce fossili dette Acritarchi,  che consistono in intrusioni in rocce sedimentarie (Palinomorfe) di microfossili a parete organica, segno di una probabile comparsa di organismi pluricellulari.